# Classic Brit Awards
O Classic BRIT Awards (anteriormente Classical BRIT Awards) são uma cerimônia de premiação anual realizada no Reino Unido, cobrindo aspectos da música clássica e crossover, e são o equivalente do Brit Awards da música popular.
Os prêmios são organizados pela British Phonographic Industry (BPI) e foram inaugurados em 2000 "em reconhecimento às conquistas dos músicos clássicos e ao crescimento das vendas de música clássica no Reino Unido". A cerimônia acontece no Royal Albert Hall em maio. O evento combina performances ao vivo com prêmios especialmente comissionados apresentados durante a noite.
A votação para os prêmios é feita por "uma academia de executivos da indústria, a mídia, a British Association of Record Dealers (BARD), membros do Sindicato dos Músicos, advogados, promotores e líderes de orquestra", exceto "Álbum do Ano" que é votado por ouvintes da Classic FM.
Desde 2011, a cerimônia é conhecida como "Classic BRIT Awards". Após um hiato de cinco anos após a cerimônia de 2013, o Classic BRIT Awards retornou com uma transmissão do Royal Albert Hall em 13 de junho de 2018.

## Prêmios

### 2000
Sexta-feira, 5 de maio de 2000. Apresentado por Sir Trevor McDonald.
- British Artist of the Year: Charlotte Church
- Female Artist of the Year: Martha Argerich
- Male Artist of the Year: Bryn Terfel
- Critics' Award: Ian Bostridge
- Album of the Year: Andrea Bocelli – Sacred Arias
- Best selling classical album: Andrea Bocelli – Sacred Arias
- Ensemble/Orchestral Album of the Year: Choir of King's College, Cambridge – Rachmaninoff Vespers
- Young British Classical Performer: Daniel Harding
- Outstanding Contribution to Music: Nigel Kennedy

### 2001
Quinta-feira, 31 de maio de 2001. Apresentado por Katie Derham.
- Female Artist of the Year: Angela Gheorghiu
- Male Artist of the Year: Nigel Kennedy
- Album of the Year: Russell Watson – The Voice
- Ensemble/Orchestral Album of the Year: Sir Simon Rattle e Berliner Philharmoniker – Mahler, 10th Symphony
- Young British Classical Performer: Freddy Kempf
- Critics' Award: Sir Simon Rattle e Berliner Philarmoniker – Mahler, 10th Symphony
- Best-selling Debut Album: Russell Watson – The Voice
- Outstanding Contribution to Music: Sir Simon Rattle

### 2002
Quarta-feira, 22 de maio de 2002. 
- Female Artist of the Year: Cecilia Bartoli
- Male Artist of the Year: Sir Colin Davis
- Album of the Year: Russell Watson – Encore
- Ensemble/Orchestral Album of the Year: Richard Hickox e London Symphony Orchestra – Vaughan Williams, A London Symphony
- Contemporary Music Award: Tan Dun – Crouching Tiger, Hidden Dragon
- Young British Classical Performer: Guy Johnston
- Critics' Award: Sir Colin Davis e London Symphony Orchestra – Berlioz, Les Troyens
- Biggest-selling Classical Album: Russell Watson – Encore
- Outstanding Contribution to Music: Andrea Bocelli

### 2003
Quinta-feira, 22 de maio de 2003. Apresentado por Katie Derham.
- Female Artist of the Year: Renée Fleming
- Male Artist of the Year: Sir Simon Rattle
- Album of the Year: Andrea Bocelli – Sentimento
- Best selling classical album: Andrea Bocelli – Sentimento
- Ensemble/Orchestral Album of the Year: Berliner Philharmoniker e Sir Simon Rattle – Mahler, Symphony no. 5
- Contemporary Music Award: Arvo Pärt – Orient & Occident
- Young British Classical Performer: Chloë Hanslip
- Critics' Award: Murray Perahia – Chopin, Etudes Opus 10, Opus 25
- Outstanding Contribution to Music: Cecilia Bartoli

### 2004
Quarta-feira, 26 de maio de 2004. Apresentado por Katie Derham.
- Female Artist of the Year: Cecilia Bartoli
- Male Artist of the Year: Bryn Terfel
- Album of the Year: Bryn Terfel – Bryn
- Ensemble/Orchestral Album of the Year: Sir Simon Rattle e Vienna Philharmonic – Beethoven Symphonies
- Contemporary Music Award – Philip Glass: The Hours
- Young British Classical Performer: Daniel Hope
- Critics' Award: Vengerov, Rostropovich e London Symphony Orchestra – Britten/Walton Concertos
- Outstanding Contribution to Music: Renée Fleming

### 2005
Quarta-feira, 25 de maio de 2005. Apresentado por Lesley Garrett.
- Female Artist of the Year: Marin Alsop
- Male Artist of the Year: Bryn Terfel
- Album of the Year: Katherine Jenkins – Second Nature
- Ensemble/Orchestral Album of the Year: Harry Christophers e The Sixteen – Renaissance
- Contemporary Music Award: John Adams – On the Transmigration of Souls
- Soundtrack Composer Award: John Williams – Harry Potter and the Prisoner of Azkaban e The Terminal
- Young British Classical Performer: Natalie Clein
- Critics' Award – Stephen Hough – Rachmaninov Piano Concertos
- Outstanding Contribution to Music: James Galway

### 2006
Quinta-feira, 4 de maio de 2006. Apresentado por Michael Parkinson.
- Singer of the Year: Andreas Scholl – Arias for Senesino
- Instrumentalist of the Year: Leif Ove Andsnes – Rachmaninov Piano Concerto 1 and 2
- Album of the Year: Katherine Jenkins – Living A Dream
- Ensemble/Orchestral Album of the Year: Takács Quartet – Beethoven: The Late String Quartets
- Contemporary Music Award: James MacMillan – Symphony no 3, Silence
- Soundtrack/Musical Theatre Composer Award: Dario Marianelli – Pride & Prejudice
- Young British Classical Performer: Alison Balsom
- Critics' Award: Royal Opera House Chorus e Orchestra, Plácido Domingo, Antonio Pappano – Tristan und Isolde
- Lifetime Achievement: Plácido Domingo

### 2007
Quinta-feira, 3 de maio de 2007. Apresentado por Fern Britton.
- Singer of the Year: Anna Netrebko – Russian Album & Violetta
- Instrumentalist of the Year: Leif Ove Andsnes – Horizons
- Album of the Year: Paul McCartney – Ecce Cor Meum
- Contemporary Composer of the Year: John Adams – The Dharma at Big Sur/My Father Knew Charles Ives
- Classical Recording of the Year: Berliner Philharmoniker e Sir Simon Rattle – Holst, The Planets
- Soundtrack Composer of the Year: George Fenton – Planet Earth
- Young British Classical Performer: Ruth Palmer
- Critics' Award: Freiburg Baroque Orchestra, RIAS Kammerchor, René Jacobs – Mozart, La Clemenza di Tito
- Lifetime Achievement: Vernon Handley

### 2008
Quinta-feira, 8 de maio de 2008. Apresentado por Myleene Klass.
- Male of the Year: Sir Colin Davis
- Female of the Year: Anna Netrebko
- Young British Classical Performer: Nicola Benedetti
- Album of the Year: Blake – Blake
- Soundtrack of the Year: Blood Diamond – James Newton Howard
- Critics' Award: Steven Isserlis – Bach: Cello Suites
- Outstanding Contribution: Andrew Lloyd Webber

### 2009
Quinta-feira, 14 de maio de 2009. Apresentado por Myleene Klass.
- Male of the Year: Gustavo Dudamel
- Female of the Year: Alison Balsom
- Composer of the Year: Howard Goodall
- Young British Classical Performer: Alina Ibragimova
- Album of the Year: Royal Scots Dragoon Guards Spirit of the Glen–Journey
- Soundtrack of the Year: The Dark Knight – Hans Zimmer e James Newton Howard
- Critics' Award: Sir Charles Mackerras/Scottish Chamber Orchestra – Mozart Symphonies nos. 38–41
- Lifetime Achievement in Music: José Carreras

### 2010
Quinta-feira, 13 de maio de 2010. Apresentado por Myleene Klass.
- Male Artist of the Year: Vasily Petrenko
- Female Artist of the Year: Angela Gheorghiu
- Composer of the Year: Thomas Ades – The Tempest (opera)
- Young British Classical Performer or Group of the Year: Jack Liebeck
- Album of the Year: Only Men Aloud! – Band of Brothers
- Soundtrack of the Year: Revolutionary Road – Thomas Newman
- Critics' Award:  Orchestra e Coro dell'Accademia Nazionale di Santa Cecilia, conduzido por Antonio Pappano com Rolando Villazón, Anja Harteros, Sonja Ganassi and Rene Pape – Messa da Requiem
- Lifetime Achievement in Music: Kiri Te Kanawa

### 2011
Quinta-feira, 12 de maio de 2011. Apresentado por Myleene Klass.
- Male Artist of the Year: Antonio Pappano
- Female Artist of the Year: Alison Balsom
- Newcomer Award: Vilde Frang
- Composer of the Year: Arvo Pärt
- Critics' Award: Tasmin Little
- Artist of the Decade: Il Divo
- Album of the Year: André Rieu & Johann Strauss Orchestra (Decca) – Moonlight Serenade
- Outstanding Contribution to Music: John Barry

### 2012
Terça-feira, 2 de outubro de 2012. Apresentado por Myleene Klass.
- International Artist of the Year: Andrea Bocelli
- Lifetime Achievement Award: John Williams
- Special Recognition Award: Classic FM (UK)
- Female Artist of the Year: Nicola Benedetti
- Male Artist of the Year: Vasily Petrenko
- Breakthrough Artist of the Year: Milos Karadaglic
- Composer of the Year: John Williams
- Critics Award: Benjamin Grosvenor
- Album of the Year: And the Waltz Goes On
- Single of the Year: "Wherever You Are"

### 2013
Quarta-feira, 2 de outubro de 2013. Apresentado por Myleene Klass.
- International Artist of the Year: Lang Lang
- Lifetime Achievement Award: Luciano Pavarotti (posthumous)
- Female Artist of the Year – Nicola Benedetti
- Male Artist of the Year: Daniel Barenboim
- Breakthrough Artist of the Year: Amy Dickson
- Composer of the Year: Hans Zimmer
- Critics Award: Jonas Kaufmann
- Album of the Year: André Rieu, Magic of the Movies
- Outstanding Contribution to Music: Hans Zimmer

### 2018
Quarta-feira, 13 de junho de 2018. Apresentado por Myleene Klass e Alexander Armstrong
- Female Artist of the Year: Renée Fleming
- Male Artist of the Year: Sheku Kanneh-Mason
- Group of the Year: Michael Ball & Alfie Boe
- Soundtrack of the Year: The Greatest Showman OST (Benj Pasek & Justin Paul)
- Critics’ Choice in association with Apple Music: Sheku Kanneh-Mason
- Classic FM Album of the Year: Michael Ball & Alfie Boe
- Classic BRITs Icon: Andrea Bocelli
- Sound of Classical 2018: Jess Gillam
- PPL Classic BRITs Breakthrough Artist of the Year: Tokio Myers
- Special Recognition Award for Musical Theatre & Education: Andrew Lloyd Webber
- Lifetime Achievement Award: Dame Vera Lynn